# Valvata utahensis
Valvata utahensis é uma espécie de gastrópode da família Valvatidae
É endémica dos Estados Unidos da América.